# Monoclinal

Bloc diagramme illustrant les conditions de formation d'un monoclinal

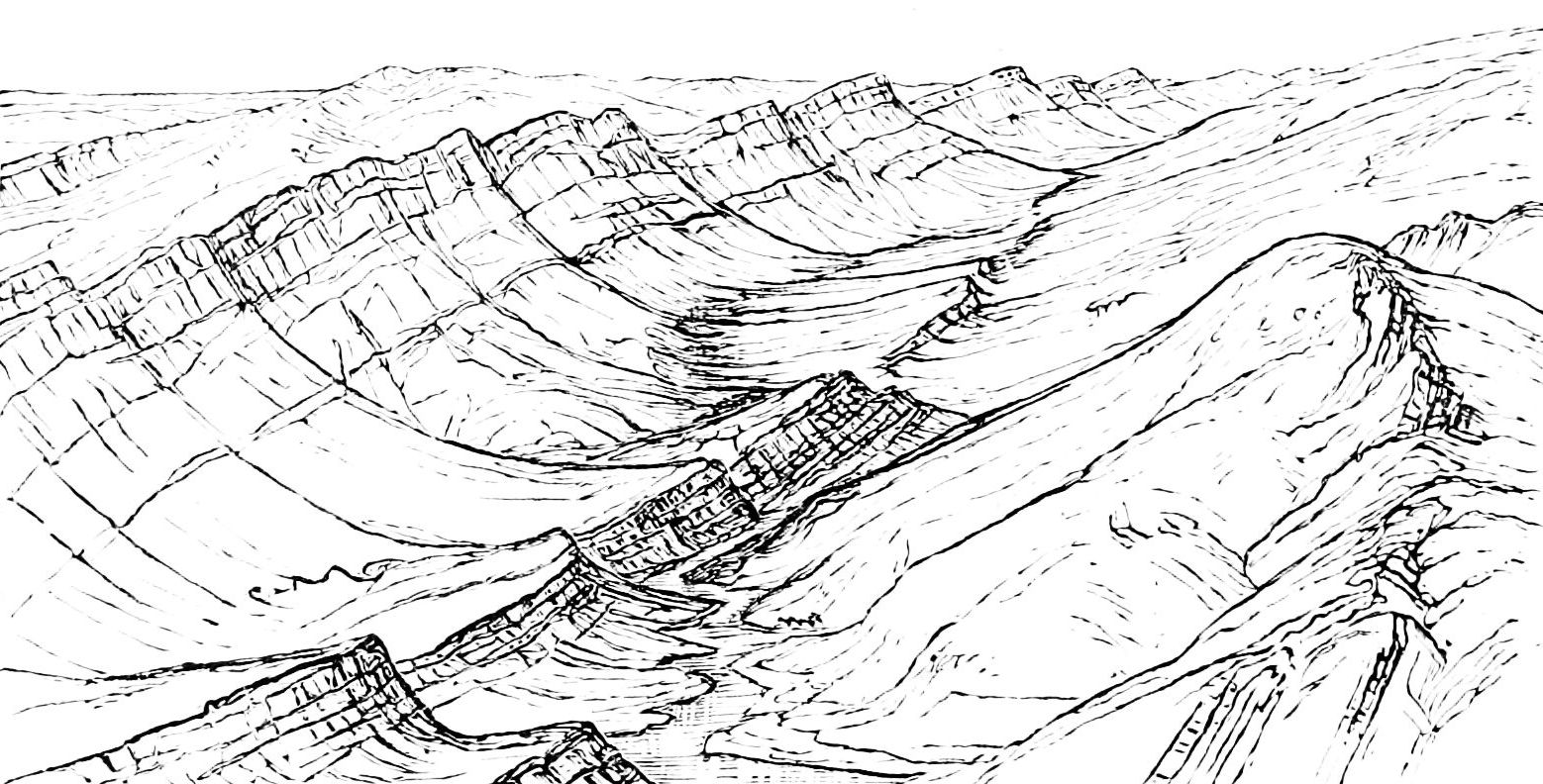
Schéma d'une structure monoclinale, ici issue de l'érosion d'un massif par un cours d'eau y ayant creusé une vallée

Un monoclinal (pl: des monoclinaux) ou une structure géologique monoclinale ou un relief monoclinal désignent dans le domaine de la géologie et de la géomorphologie des reliefs « structuraux » caractérisés par des couches géologiques parallèles et régulièrement inclinées dans le même sens, avec un pendage modéré, sur de vastes étendues et non-affectées par un pli. 

## Origine et aspect paysager

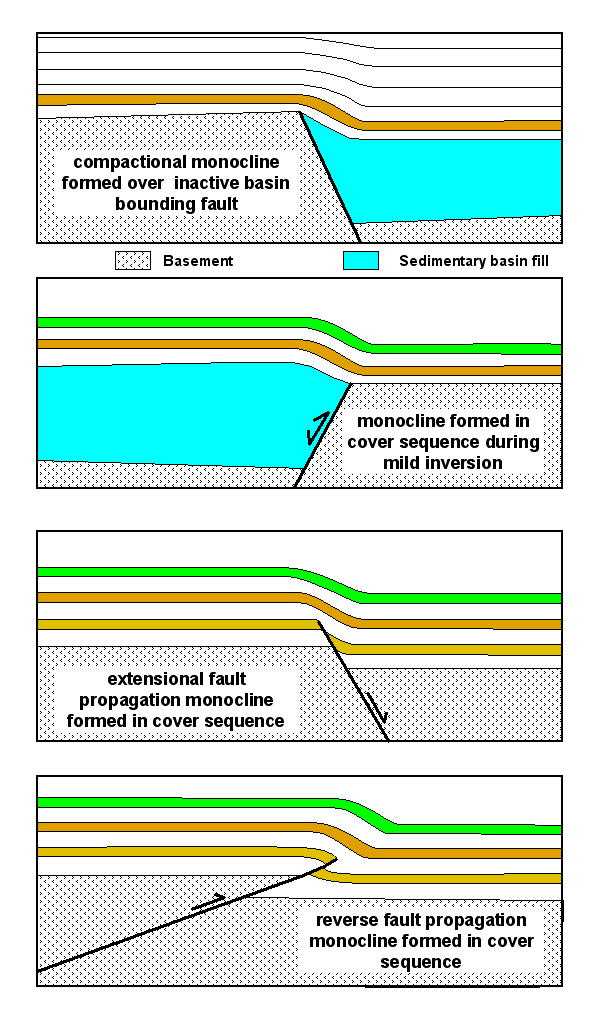
4 exemples de formation de pendages induits par le jeu de failles, prédisposant à l'apparition d'un monoclinal

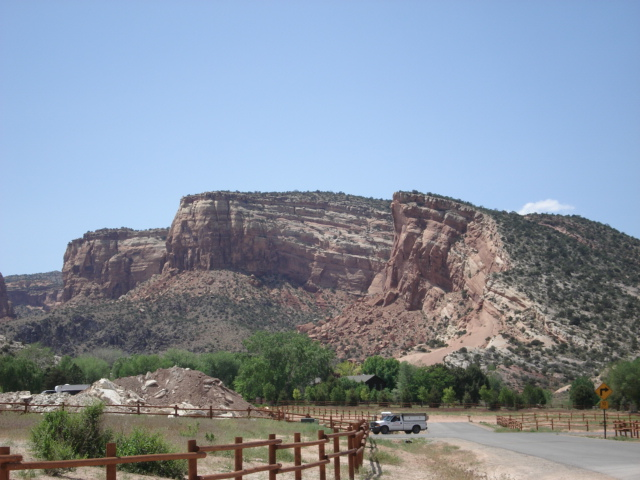
Monoclinal au Colorado National Monument

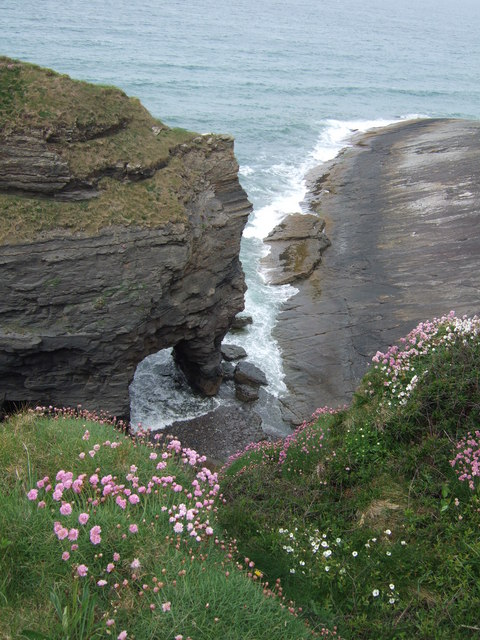
Au pied et à droite de l'arche naturelle "Den's Door" (au nord de Broad Haven dans la baie St Bride's Bay, au Royaume-Uni) apparait "Sleek Stone", une structure rocheuse inclinée et d'origine sédimentaire, apparemment monoclinale

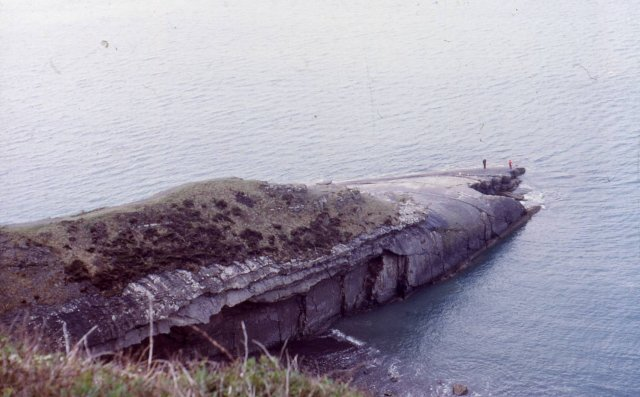
Autre vue du "monoclinal" « Sleek Stone » montrant un pli. ce type de structure pourrait donc ne pas être classé comme monoclinal

Le relief monoclinal résulte de l'érosion (par le vent, par un fleuve, par la mer, par un glacier…) de couches sédimentaires régulièrement inclinées. La rupture d'un empilement sédimentaire par une faille peut aussi en être à l'origine.
De multiples possibilités de formation existent, dont
- à la suite d'effets de compactage, en bordure de bassin sédimentaire [1]
- à la suite de la réactivation d'une ancienne faille d'extension durant une phase d'inversion géologique[2]
- à la suite d'autres modifications du relief par l'extension d'une faille[3],[4]

Généralement, il existe des couches plus dures dans les empilements sédimentaires mis au jour par l'érosion. 
Les couches les plus dures d'un monoclinal tendent naturellement à être moins érodées, elles se présentent alors en saillie. 
- Si la structure est d'ampleur paysagère, les monoclinaux forment des cuestas (ou côtes), dont le côté le plus vivement pentu est nommé « front », par opposition au « revers » qui est le côté le moins pentu.
- Un monoclinal peut aussi être une butte-témoin (reliquat de couche dure, par exemple de l'époque tertiaire qui a protégé de l’érosion des couches sous-jacentes plus tendres. Il peut s'agir de restes d'anciennes cuestas dont le reste a été réduit par l'érosion.
- Un monoclinal peut résulter d'une avant-butte quand la couche dure protégeant une butte-témoin a finalement été dégradée par l'érosion, mais qu'une partie de la butte persiste encore.
- En bordure de vallée, par rapport au pendage des couches, dans un relief monoclinal on parle de :

« Versant cataclinal » ; c'est un versant incliné dans le même sens que les couches ;
« Versant anaclinal » ; c'est un versant opposé au précédent, incliné en sens inverse par rapport aux couches ;
« Dépression orthoclinale », quand le versant est perpendiculaire au pendage des couches.